# Moore (Familienname)
Moore ist ein englischer Familienname.

## Herkunft und Bedeutung
Zum Namen existieren verschiedene Herleitungen.
- mittelenglisch moor (deutsch: Moor), Ortsname für eine Person, die in der Nähe eines Moores lebte.
- altfranzösisch Moor von lateinisch Maurus: Abgeleitet vom Volk der Mauren, einem nordwestafrikanischen Volk. Im Mittelalter wurde der Name auf dunkelfarbigere Personen übertragen[1]

## Verbreitung
Moore war 1990 in den USA auf Platz 9 der häufigsten Familiennamen. 0,31 Prozent der Bevölkerung waren Namensträger.

## Varianten
- More
- Moor
- Muir
- Mor, Mór
- O’More, O’Moore

## Namensträger

### A
- A. Harry Moore (1879–1952), US-amerikanischer Politiker
- Aaliyah Moore, guyanische Mittelstreckenläuferin
- Adolphus Warburton Moore (1841–1887), britischer Bergsteiger
- Adrian Moore (* 1996), deutscher Schauspieler
- Adrian Moore (Schauspieler, 1995), britisch-französischer Schauspieler
- Adrienne C. Moore (* 1980), US-amerikanische Schauspielerin
- Ainsworth O’Brien Moore (1897–1936), US-amerikanischer Klassischer Philologe
- Alan Moore (* 1953), britischer Comic-Autor
- Albert Moore, Pseudonym von Guido Zurli (1929–2009), italienischer Filmregisseur
- Albert Joseph Moore (1841–1893), englischer Maler
- Alecia Beth Moore (* 1979), bekannt als P!nk, US-amerikanische Sängerin
- Alex Moore (Bluesmusiker) (1899–1989), US-amerikanischer Bluesmusiker
- Alex Moore (Tanzpädagoge) (1901–1991), britischer Tanzlehrer
- Alex Moore (Rugbyspieler) (* 1963), schottischer Rugby-Union-Spieler
- Alex Moore (Ringer) (* 1997), kanadischer Ringer
- Alfred Moore (1755–1810), US-amerikanischer Jurist und Politiker
- Alice Moore Hubbard (1861–1915), US-amerikanische Frauenrechtsaktivistin und Schriftstellerin
- Alison Moore (* 1971), britische Schriftstellerin
- Allan Moore (* 1964), schottischer Fußballtrainer
- Allen F. Moore (1869–1945), US-amerikanischer Politiker
- Alvin Moore (1891–1972), US-amerikanischer Dressurreiter
- Alvy Moore (1921–1997), US-amerikanischer Schauspieler
- Andre Moore (* 1964), US-amerikanischer Basketballspieler
- Andrew Moore (Politiker) (1752–1821), US-amerikanischer Politiker
- Andrew Moore (Fotograf) (* 1957), US-amerikanischer Fotograf
- Andrew B. Moore (1807–1873), US-amerikanischer Politiker, 16. Gouverneur von Alabama
- Andy Moore (* 1973), walisischer Rugby-Union-Spieler
- Angel Laketa Moore (* 1980), US-amerikanische Schauspielerin
- Ann Moore (Reiterin) (* 1950), britische Springreiterin
- Ann S. Moore (* 1950), US-amerikanische Medienmanagerin
- Anne Elizabeth Moore (* um 1971), US-amerikanische Autorin, Herausgeberin und Künstlerin
- Annie Moore (1874–1924), irische Immigrantin in die Vereinigten Staaten
- Anthony Moore (* 1948), britischer Musiker, Komponist und Produzent
- Antonio Moore (* 1971), US-amerikanischer American-Football-Spieler
- Arch A. Moore (1923–2015), US-amerikanischer Politiker
- Archie Moore (1916–1998), US-amerikanischer Boxer
- Ashanti Moore (* 2000), jamaikanische Sprinterin
- Ashleigh Aston Moore (1981–2007), US-amerikanische Schauspielerin
- Aston Moore (* 1956), britischer Dreispringer

### B
- Barbara Moore (1932–2021), britische Sängerin und Arrangeurin
- Barrington Moore, Jr. (1913–2005), US-amerikanischer Soziologe und Historiker
- Barry Moore (* 1966), US-amerikanischer Politiker
- Belle Moore (1894–1975), schottische Schwimmerin
- Ben Moore (Astrophysiker) (* 1966), englischer Astrophysiker
- Betty Moore (* 1934), britische Hürdenläuferin und Sprinterin australischer Herkunft
- Big Chief Russell Moore (1912–1983), US-amerikanischer Jazzmusiker, siehe Russell Moore
- Bill Moore (1913–1999), italienischer Fernsehregisseur, siehe Guglielmo Morandi
- Bill Moore (Fußballspieler) (William Moore; 1912–1978), englischer Fußballspieler und -trainer
- Billie Moore (1943–2022), US-amerikanische Basketballtrainerin
- Billy Moore (Fußballspieler, 1894) (William Grey Bruce Moore; 1894–1968), englischer Fußballspieler
- Billy Moore (Fußballspieler, 1903) (William Riddell Moore; 1903–1962), englischer Fußballspieler
- Billy Moore (Fußballspieler, 1912) (William Albert Moore; 1912–2002), walisischer Fußballspieler
- Billy Moore (Musiker) (1917–1989), US-amerikanischer Jazzmusiker
- Blake Moore (* 1980), US-amerikanischer Politiker
- Bob Moore (1932–2021), US-amerikanischer Musiker und Orchester-Leiter
- Bobby Moore (1941–1993), englischer Fußballspieler
- Booker Moore (1959–2009), US-amerikanischer American-Football-Spieler
- Brendan Moore (* 1972), englischer Snooker-Schiedsrichter
- Brew Moore (1924–1973), US-amerikanischer Jazzmusiker
- Brian Moore (1921–1999), irisch-kanadischer Schriftsteller und Drehbuchautor
- Bryant Moore (1894–1951), US-amerikanischer Heeresoffizier
- Butch Moore (1938–2001), irischer Sänger
- Byrd Moore (1889–1949), US-amerikanischer Old-Time-Musiker

### C
- C. Ellis Moore (Charles Ellis Moore; 1884–1941), US-amerikanischer Politiker
- C.L. Moore, siehe Catherine L. Moore
- Caleb Moore (1987–2013), US-amerikanischer Quad- und Schneemobilfahrer
- Callum Moore (* 2000), schottischer Fußballspieler
- Calvin Moore (1936–2023), US-amerikanischer Mathematiker
- Carissa Moore (* 1992), US-amerikanische Surferin
- Carl Richard Moore (1892–1955), US-amerikanischer Zoologe
- Carl Vernon Moore (1908–1972), US-amerikanischer Mediziner
- Carmen Moore (* 1972), kanadische Schauspielerin
- Carole Moore (* 1957), englische Tischtennisspielerin, siehe Carole Knight
- Cecil Moore (Gewichtheber) (* 1929), guyanischer Gewichtheber
- Cecil Moore (Geistlicher) (1851–1885), britischer Geistlicher
- Cecil Moore (Militär), britischer RAF officer
- Cecil Moore (Fußballspieler) (* 1926), irischer Fußballtorwart
- Cecil Moore (Architekt) (1913–2009), Architekt in Tucson, Arizona
- Cecil Moore († 1950), britischer Adliger
- Cecil Moore Dobbs (1882–1969), britischer Adliger
- Cecil B. Moore (1915–1979), Rechtsanwalt aus Philadelphia und Menschenrechtsaktivist
- Catherine L. Moore (1911–1987), US-amerikanische Schriftstellerin
- Charles Moore (Geologe) (1815–1881), britischer Geologe
- Charles Moore (Botaniker) (1820–1905), australischer Botaniker
- Charles Moore (Leichtathlet) (1929–2020), US-amerikanischer Hürdenläufer
- Charles Moore (Fotograf) (1931–2010), US-amerikanischer Fotograf
- Charles Moore (Musiker) (um 1941–2014), US-amerikanischer Jazztrompeter
- Charles Moore (Journalist) (* 1956), britischer Journalist
- Charles Moore (Ozeanograph), US-amerikanischer Ozeanograph
- Charles Brainard Taylor Moore (1853–1923), US-amerikanischer Marineoffizier
- Charles C. Moore (Charles Calvin Moore; 1866–1958), US-amerikanischer Politiker
- Charles Chilton Moore (1837–1906), US-amerikanischer Bürgerrechtler und Herausgeber
- Charles H. Moore (* 1938), US-amerikanischer Physiker und Mathematiker
- Charles S. Moore (1857–1915), US-amerikanischer Geschäftsmann, Jurist und Politiker
- Charles Willard Moore (1925–1993), US-amerikanischer Architekt
- Charlie Moore (Fußballspieler, 1898) (Charles William Moore; 1898–1966), englischer Fußballspieler
- Charlie Moore (Fußballspieler, 1905) (Charles Moore; 1905–1972), englischer Fußballspieler
- Charlotte Moore (Managerin) (* 1968), britische Rundfunkmanagerin
- Charlotte Moore (Leichtathletin) (* 1985), britische Leichtathletin
- Charlotte Moore (Rollstuhlbasketballspielerin) (* 1998), britische Rollstuhlbasketballspielerin
- Charlotte Moore Sitterly (1898–1990), US-amerikanische Astronomin
- Chris Moore, US-amerikanischer Filmproduzent
- Christina Moore (* 1973), US-amerikanische Schauspielerin
- Christine Moore, US-amerikanische Regisseurin
- Christopher Moore (* 1957), US-amerikanischer Schriftsteller
- Christopher Moore (Philosophiehistoriker) (* 1981), US-amerikanischer Philosophiehistoriker
- Christopher G. Moore (* 1952), kanadischer Schriftsteller
- Christy Moore (* 1945), irischer Sänger und Musiker
- Clarence Cecil Moore (1904–1979), US-amerikanischer Ingenieur, Erfinder und Unternehmer
- Clarence Lemuel Elisha Moore (1876–1931), US-amerikanischer Mathematiker
- Claude Moore (1875–1928), britischer Generalmajor
- Claude Thomas Stanfield Moore (1853–1901), britischer Maler, Zeichner und Aquarellist
- Clayton Moore (1914–1999), US-amerikanischer Schauspieler
- Cleo Moore (1924–1973), US-amerikanische Schauspielerin
- Clifford Herschel Moore (1866–1931), US-amerikanischer Klassischer Philologe und Religionswissenschaftler
- Colleen Moore (1900–1988), US-amerikanische Schauspielerin
- Colten Moore (* 1989), US-amerikanischer Quad- und Schneemobilfahrer
- Colton Harris-Moore (* 1991), US-amerikanischer Krimineller
- Constance Moore (1921–2005), US-amerikanische Schauspielerin
- Consuella Moore (* 1981), US-amerikanische Sprinterin
- Craig Moore (* 1975), australischer Fußballspieler
- Craig Moore (Fußballspieler, 2005) (* 2005), schottischer Fußballspieler

### D
- D. J. Moore (* 1997), US-amerikanischer American-Football-Spieler
- Dalek Moore (* 2006), anguillanischer Fußballspieler
- Dan K. Moore (1906–1986), US-amerikanischer Politiker
- Daniel McFarlan Moore (1869–1936), US-amerikanische Elektroingenieur
- Davey Moore (Boxer, 1933) (David Schultz Moore; 1933–1963), US-amerikanischer Boxer
- Davey Moore (Boxer, 1959) (1959–1988), US-amerikanischer Boxer
- David Moore (Botaniker) (1808–1879), britischer Botaniker
- David Moore (Theologe), britischer Theologe und Geistlicher
- David Moore (Bildhauer), kanadischer Bildhauer
- David Moore (Sportschütze) (* 1953), australischer Sportschütze
- David Moore (Fotograf), Fotograf
- David Moore (Regisseur), Regisseur und Produzent
- David Moore (Eishockeyspieler) (* 1968), US-amerikanischer Eishockeyspieler
- David Moore (Tänzer, 1976) (* 1976), irischer Stepptänzer
- David Moore (Tänzer, II), britischer Balletttänzer und Choreograf
- David Moore (Rugbyspieler) (* 1988), papua-neuguineischer Rugby-League-Spieler
- David Moore (Footballspieler) (* 1995), US-amerikanischer American-Football-Spieler
- David D. Moore, Filmproduzent
- David W. Moore (David William Moore; * 1968), US-amerikanischer Musikpädagoge und Komponist
- Debby Moore (1925–2017), US-amerikanische Jazzsängerin
- Deborah Moore (* 1963), britische Schauspielerin
- Deborah Dash Moore (* 1946), US-amerikanische Historikerin
- Del Moore (1916–1970), US-amerikanischer Schauspieler
- Demi Moore (* 1962), US-amerikanische Schauspielerin
- Dennie Moore (1902–1978), US-amerikanische Schauspielerin
- Dennis Moore (1945–2021), US-amerikanischer Politiker
- Deon Moore (* 1999), guyanischer Fußballspieler
- Derek Moore-Brabazon, 2. Baron Brabazon of Tara (1910–1974), britischer Peer und Politiker
- Derek W. Moore (1931–2008), britischer Mathematiker
- Desmond Charles Moore (1926–2020), australischer Ordensgeistlicher, Bischof von Alotau-Sideia
- Dickie Moore (Schauspieler) (John Richard Moore Jr.; 1925–2015), US-amerikanischer Schauspieler
- Dickie Moore (Eishockeyspieler) (Richard Winston Moore; 1931–2015), kanadischer Eishockeyspieler
- Dominic Moore (* 1980), kanadischer Eishockeyspieler
- Don Moore (1938–2025), US-amerikanischer Jazz-Bassist
- Donnie Moore (1954–1989), US-amerikanischer Baseballspieler
- Dorenda Moore, Stuntfrau und Schauspielerin
- Dorothy Moore (Schauspielerin) (1919–2005), US-amerikanische Schauspielerin
- Dorothy Moore (* 1946), US-amerikanische Pop-, R&B- und Soulsängerin
- Douglas Moore (1893–1969), US-amerikanischer Komponist
- Doxie Moore (1911–1986), US-amerikanischer Basketballtrainer
- Dudley Moore (1935–2002), britischer Schauspieler

### E
- Eddie Moore (1940–1990), US-amerikanischer Jazzmusiker

- Edward Moore (Dramatiker) (1712–1757), englischer Dramatiker
- Edward Moore (Gelehrter) (1835–1916), britischer Altphilologe, Romanist und Italianist, Spezialist von Dante Alighieri
- Edward F. Moore (1925–2003), US-amerikanischer Erfinder
- Edward H. Moore (1871–1950), US-amerikanischer Politiker
- Edward Moore (Ruderer) (1897–1968), US-amerikanischer Ruderer
- Edward Moore (* 1981), US-amerikanischer Wrestler, siehe Eddie Kingston
- Eliakim H. Moore (1812–1900), US-amerikanischer Politiker
- Eliakim Hastings Moore (1862–1932), US-amerikanischer Mathematiker
- Elijah Moore (* 2000), US-amerikanischer American-Football-Spieler
- Elisabeth Moore (1876–1959), US-amerikanische Tennisspielerin
- Elke aus dem Moore (* 1965), deutsche Kunsthistorikerin und Kuratorin
- Elke Weber-Moore (* 1964), deutsche Filmregisseurin und Drehbuchautorin
- Ely Moore (1798–1860), US-amerikanischer Politiker
- Emerson John Moore (1938–1995), US-amerikanischer Geistlicher
- Emmeline Moore (1872–1963), amerikanische Biologin, Ökologin und Hochschullehrerin
- Eoin Moore (* 1968), deutscher Regisseur
- Erica Moore (* 1988), US-amerikanische Leichtathletin
- Ernest Robert Moore (1868–1957), US-amerikanischer Politiker
- Esther Moore (1857–1934), britische Bildhauerin
- E’Twaun Moore (* 1989), US-amerikanischer Basketballspieler
- Ewa Bogusz-Moore (* 1975), polnische Kulturmanagerin, Cellistin

### F
- Frances Moore Lappé (* 1944), US-amerikanische Aktivistin gegen Welthunger
- Francis Moore (Astrologe) (1657–1715), englischer Astrologe und Physiker
- Francis Moore (Eishockeyspieler) (1900–1976), kanadischer Eishockeyspieler
- Francis Daniels Moore (1913–2001), US-amerikanischer Chirurg
- Frank Moore (Sportschütze), britischer Sportschütze
- Frank Moore (Künstler) (1946–2013), US-amerikanischer Musiker, Maler und Dichter
- Frank A. Moore (1844–1918), US-amerikanischer Politiker und Richter
- Frank C. Moore (1953–2002), US-amerikanischer Maler
- Frank Charles Moore (1896–1978), US-amerikanischer Rechtsanwalt und Politiker
- Frank Frankfort Moore (1855–1931), irischer Journalist und Schriftsteller
- Frank Gardner Moore (1865–1955), US-amerikanischer Klassischer Philologe
- Frank R. Moore (* 1946), kanadischer Schauspieler
- Fred Moore (Robert Fred Moore; 1911–1952), US-amerikanischer Trickfilmzeichner
- Freddie Moore (1900–1992), US-amerikanischer Jazzmusiker
- Frederic Moore (1830–1907), britischer Insektenkundler und Illustrator

### G
- Gabriel Moore (1785–1845), US-amerikanischer Politiker
- Gar Moore (1920–1985), US-amerikanischer Schauspieler
- Gary Moore (1952–2011), nordirischer Gitarrist
- Gareth Moore (* 1975), kanadischer Installationskünstler
- Gareth Moore (Rugbyspieler) (* 1989), britischer Rugbyspieler
- Geoffrey Moore (* 1966), britischer Gastronom, Schauspieler und Filmproduzent
- George Moore (Mediziner) (1803–1888), britischer Mediziner und Autor
- George Moore (George Augustus Moore; 1852–1933), anglo-irischer Schriftsteller
- George Moore (Jurist) (1878–1962), US-amerikanischer Jurist
- George Moore (Fechter) (1906–1977), britischer Fechter
- George Moore (Moderner Fünfkämpfer) (1918–2014), US-amerikanischer Pentathlet
- George A. Moore (Biologe) (1899–1999), Biologe
- George Curtis Moore (1925–1973), US-amerikanischer Diplomat
- George Edward Moore (1873–1958), englischer Philosoph
- George F. Moore (Politiker) (1861–1938), US-amerikanischer Politiker
- George F. Moore (General) (1887–1949), US-amerikanischer Generalmajor
- George Foot Moore (1851–1931), US-amerikanischer Orientalist
- Gerald Moore (1899–1987), englischer Pianist
- Gerry Moore (1903–1993), britischer Pianist
- Glen Moore (* 1941), US-amerikanischer Jazzmusiker
- Gordon Moore (1929–2023), US-amerikanischer Unternehmer
- Grace Moore (1898–1947), US-amerikanische Sängerin (Sopran) und Schauspielerin
- Graham Moore (Fußballspieler) (1942–2016), walisischer Fußballspieler
- Graham Moore (* 1981), US-amerikanischer Drehbuchautor und Schriftsteller
- Greg Moore (Rennfahrer) (Gregory William Moore; 1975–1999), kanadischer Automobilrennfahrer
- Greg Moore (Eishockeyspieler) (Gregory Moore; * 1984), US-amerikanischer Eishockeyspieler
- Gregory W. Moore (* 1961), US-amerikanischer Physiker
- Gwen Moore (* 1951), US-amerikanische Politikerin

### H
- Harold Emery Moore (1917–1980), US-amerikanischer Botaniker
- Harold G. Moore (1922–2017), US-amerikanischer General
- Harry M. Moore (1895–1942), US-amerikanischer Offizier und Politiker
- Heman A. Moore (1809–1844), US-amerikanischer Politiker
- Henson Moore (* 1939), US-amerikanischer Politiker
- Henrietta Moore, Pseudonym von Henry Fillmore (1881–1956), US-amerikanischer Musiker und Komponist
- Henrietta Moore (Sozialanthropologin) (* 1957), britische Sozialanthropologin
- Henry Moore, 1. Baronet (1713–1769), britischer Kolonialbeamter
- Henry Moore (Maler) (1831–1895), englischer Maler
- Henry Moore (1898–1986), englischer Bildhauer und Zeichner
- Henry Dunning Moore (1817–1887), US-amerikanischer Politiker
- Hilmar Moore (1920–2012), US-amerikanischer Landwirt und der am längsten amtierende Bürgermeister der Vereinigten Staaten
- Horace Ladd Moore (1837–1914), US-amerikanischer Politiker

### I
- Ian Moore (Radsportler) (* 1938), irischer Radsportler
- Ian Moore (Cricketspieler) (1941–2010), englischer Cricketspieler
- Ian Moore (Schauspieler) (* 1954), britischer Schauspieler
- Ian Moore (Musiker) (* 1968), US-amerikanischer Gitarrist und Singer-Songwriter
- Ian Moore (Eishockeyspieler) (* 2002), US-amerikanischer Eishockeyspieler
- Ian Moore (Komiker), britischer Komiker und Autor
- Ian Storey-Moore (* 1945), englischer Fußballspieler und -trainer
- Indra Rios-Moore (* 1980), amerikanische Jazzsängerin
- Indya Moore (* 1995), US-amerikanisches Model und schauspielerisch tätig
- Ishbel Moore (* 1954), schottische Schriftstellerin
- Isobel Moore (* 1931), schottische Harfenistin, Pianistin und Musikpädagogin
- Ivon Moore-Brabazon, 3. Baron Brabazon of Tara (* 1946), britischer Peer und Politiker

### J
- J. Hampton Moore (Joseph Hampton Moore; 1864–1950), US-amerikanischer Politiker
- J Strother Moore (* 1947), US-amerikanischer Informatiker
- Jack Moore (* 2003), kanadischer Schauspieler
- Jack D. Moore (1906–1998), US-amerikanischer Szenenbildner
- Jackie Moore (1946–2019), US-amerikanische Sängerin
- Jacqueline Moore (* 1964), US-amerikanische Wrestlerin
- Jade Moore (* 1990), englische Fußballspielerin
- James Moore (Gouverneur) (1650–1706), britischer Gouverneur
- James Moore II († 1723), britischer Politiker; Gouverneur der Province of South Carolina
- James Moore (Radsportler) (1849–1935), englischer Radrennfahrer
- James Moore (Filmeditor) (1914–1987), US-amerikanischer Filmeditor
- James Moore, bekannt als Slim Harpo (1924–1970), US-amerikanischer Bluesmusiker
- James Moore (Moderner Fünfkämpfer) (James Warren Moore; * 1935), US-amerikanischer Pentathlet
- James Moore (Pokerspieler) (James Eugene Moore; * 1950 oder 1951), US-amerikanischer Pokerspieler
- James Moore (Komponist) (James E. Moore; * 1951), US-amerikanischer Komponist
- James Moore (Leichtathlet) (* 1951), US-amerikanischer Weitspringer
- James Moore (Rugbyspieler) (* 1993), australisch-japanischer Rugby-Union-Spieler
- James Moore (Snookerspieler), irischer Snookerspieler
- James Edward Moore (1902–1986), US-amerikanischer Vier-Sterne-General
- James E. Moore Jr. (1931–1999), US-amerikanischer Generalleutnant
- James G. Moore (* 1930), US-amerikanischer Geologe
- James R. Moore (* 1947), britischer Wissenschaftshistoriker
- James William Moore (1818–1877), US-amerikanischer Jurist und konföderierter Politiker
- Jamie Moore (* 1978), britischer Boxer und Boxtrainer
- Jasmine Moore (* 2001), US-amerikanische Dreispringerin
- Jason Moore (Regisseur) (* 1970), US-amerikanischer Theater- und Filmregisseur
- Jason Moore (Footballspieler, 1976) (* 1976), US-amerikanischer American-Football-Spieler
- Jason Moore (Fußballspieler) (* 1978), US-amerikanischer Fußballspieler
- Jason Moore (Rennfahrer) (* 1988), britischer Rennfahrer
- Jason Moore (Footballspieler, 1995), US-amerikanischer American-Football-Spieler
- Jason W. Moore (* 1971), US-amerikanischer Professor für Soziologie
- Jean Moore (1933–2016), australische Politikerin
- Jeffrey Moore (Schriftsteller) (* 1952), kanadischer Schriftsteller und Übersetzer
- Jeffrey S. Moore (* 1962), US-amerikanischer Chemiker
- Jenny Moore (* 1995), englische Badmintonspielerin
- Jeremy Moore (1928–2007), britischer Offizier
- Jesse Hale Moore (1817–1883), US-amerikanischer Politiker
- Jessica Moore (Schauspielerin) (* 1967), italienische Schauspielerin
- Jessica Moore (Basketballspielerin) (* 1982), US-amerikanische Basketballspielerin
- Jessica Moore (Tennisspielerin) (* 1990), australische Tennisspielerin
- Jim Moore (1940–2021), britischer Radrennfahrer
- Joan Willard Moore (1929–2020), US-amerikanische Soziologin
- Joanna Moore (1934–1997), US-amerikanische Schauspielerin
- Jodie Moore (Pornodarstellerin) (* 1976), australische Pornodarstellerin
- Jodie Moore (Schauspieler), Schauspieler
- Joe Moore (Schauspieler) (1894–1926), US-amerikanischer Schauspieler
- Joe-Max Moore (* 1971), US-amerikanischer Fußballspieler
- Joel Moore (Basketballspieler) (* 1964), britischer Basketballspieler
- Joel David Moore (* 1977), US-amerikanischer Schauspieler
- Johanna Moore (20. Jahrhundert), Informatikerin
- John Moore (Bischof, 1646) (1646–1714), englischer Geistlicher, Bischof von Norwich und von Ely
- John Moore (Schriftsteller, 1729) (1729–1802), britischer Mediziner und Schriftsteller
- John Moore (Bischof, 1730) (1730–1805), britischer Geistlicher, Erzbischof von Canterbury
- John Moore (General) (1761–1809), britischer General
- John Moore (Politiker, 1788) (1788–1867), US-amerikanischer Politiker (Louisiana)
- John Moore (Politiker, 1793) (1793–1863), US-amerikanischer Politiker (Illinois)
- John Moore (Mediziner, 1826) (1826–1907), US-amerikanischer Mediziner
- John Moore (Bischof, 1835) (1835–1901), irischer Geistlicher, Bischof von Saint Augustine
- John Moore (Fußballspieler, 1879) (1879–??), englischer Fußballspieler
- John Moore (Fußballspieler, 1897) (1897–??), schottischer Fußballspieler
- John Moore (Schriftsteller, 1907) (1907–1967), britischer Schriftsteller
- John Moore (Fußballspieler, 1912) (1912–1999), englischer Fußballspieler
- John Moore (Fußballspieler, 1923) (1923–2012), englischer Fußballspieler
- John Moore (Bühnenbildner) (1924–2006), US-amerikanischer Bühnen- und Kostümbildner
- John Moore (Schauspieler) (um 1928–2014), britischer Schauspieler
- John Moore (Skilangläufer) (1933–2017), britischer Skilangläufer und Biathlet
- John Moore (Politiker, 1936) (1936–2025), australischer Politiker
- John Moore, Baron Moore of Lower Marsh (1937–2019), britischer Politiker und Manager
- John Moore (Bischof, 1942) (John Francis Moore; 1942–2010), irischer Ordensgeistlicher, Bischof von Bauchi
- John Moore (Fußballspieler, Februar 1943) (1943–2009), englischer Fußballspieler
- John Moore (Fußballspieler, Dezember 1943) (* 1943), schottischer Fußballspieler
- John Moore (Fußballspieler, 1945) (* 1945), englischer Fußballspieler
- John Moore (Schriftsteller, 1959) (* 1959), US-amerikanischer Chemieingenieur und Schriftsteller
- John Moore (Fußballspieler, 1966) (* 1966), englischer Fußballspieler
- John Moore (Fotograf) (* 1967/1968), US-amerikanischer Fotojournalist
- John Moore (Regisseur) (* 1970), irischer Regisseur und Drehbuchautor
- John Moore (Eishockeyspieler) (* 1990), US-amerikanischer Eishockeyspieler
- John Moore-Brabazon, 1. Baron Brabazon of Tara (1884–1964), britischer Pilot und Politiker
- John Alexander Moore (1915–2002), US-amerikanischer Zoologe und Herpetologe
- John Bassett Moore (1860–1947), US-amerikanischer Jurist und Diplomat
- John Brian Moore (* 1958), US-amerikanischer Basketballspieler, siehe Johnny Moore (Basketballspieler)
- John Coleman Moore (1923–2016), US-amerikanischer Mathematiker
- John E. Moore (* 1943), US-amerikanischer Politiker
- John Francis Moore (Bildhauer) (1745–1809), britischer Bildhauer
- John Francis Moore (Comicautor) (* 1964), US-amerikanischer Comicautor
- John Hardman Moore (* 1954), britischer Wirtschaftswissenschaftler
- John Isaac Moore (1856–1937), US-amerikanischer Politiker
- John M. Moore (John Matthew Moore; 1862–1940), US-amerikanischer Politiker
- John Monroe Moore (1867–1948), US-amerikanischer Geistlicher, Bischof der Methodistischen Kirche
- John Percy Moore (1869–1965), US-amerikanischer Zoologe
- John Peter Moore (1919–2005), britischer Marineoffizier, Manager und Verleger, Sekretär von Salvador Dalí
- John Robert Moore (1890–1973), US-amerikanischer Literaturwissenschaftler
- John William Moore (1877–1941), US-amerikanischer Politiker

- Johnny Moore (Musiker, 1906) (1906–1969), US-amerikanischer Bluesmusiker
- Johnny Moore (Musiker, 1929) (1929–2025), US-amerikanischer Country- und Rock'n'Roll-Musiker
- Johnny Moore (Sänger) (1934–1998), US-amerikanischer Rhythm-and-Blues-Sänger
- Johnny Moore (Trompeter) (1938–2008), US-amerikanischer Trompeter
- Johnny Moore (Basketballspieler) (* 1958), US-amerikanischer Basketballspieler
- Johnny Moore (Manager), US-amerikanischer Fußball-Manager
- Jonas Moore (1617–1679), Mathematiker und Generalaufseher der Artillerie
- Jonathan Moore (Schauspieler, 1923) (1923–2008), US-amerikanischer Schauspieler
- Jonathan Moore (Diplomat, 1932) (1932–2017), US-amerikanischer Diplomat
- Jonathan Moore (Schauspieler, 1963) (* 1963), britischer Schauspieler, Drehbuchautor, Librettist und Opernregisseur
- Jonathan Moore (Diplomat, 1966) (Jonathan M. Moore; * 1966), US-amerikanischer Diplomat
- Jonathan Moore (Schriftsteller) (* 1977), US-amerikanischer Schriftsteller
- Jonathan Moore (Basketballspieler) (* 1982), US-amerikanischer Basketballspieler mit deutscher Staatsbürgerschaft
- Jonathan Moore (Leichtathlet) (* 1984), britischer Leichtathlet (Dreisprung und Weitsprung)
- Jordan Moore (* 1994), schottischer Fußballspieler
- Joseph Moore (Eisschnellläufer) (1901–1982), US-amerikanischer Eisschnellläufer
- Joseph Haines Moore (1878–1949), US-amerikanischer Astronom
- Joseph Hampton Moore (1864–1950), US-amerikanischer Politiker, siehe J. Hampton Moore
- Joseph Harold Moore (1914–2006), US-amerikanischer General
- Juanita Moore (1914–2014), US-amerikanische Schauspielern
- Julianne Moore (* 1960), US-amerikanische Schauspielerin
- Justin Moore (* 1984), US-amerikanischer Countrysänger

### K
- Ken Moore (1910–1982), kanadischer Eishockeyspieler und -trainer
- Kenny Moore (1943–2022), US-amerikanischer Langstreckenläufer und Sportjournalist
- Kenny Moore II (* 1995), US-amerikanischer American-Football-Spieler
- Kenya Moore (* 1971), US-amerikanische Schauspielerin und Filmproduzentin
- Kermit Moore (1929–2013), US-amerikanischer Musiker, Komponist und Orchesterleiter
- Kevin Moore (Fußballspieler, 1956) (* 1956), englischer Fußballspieler
- Kevin Moore (Fußballspieler, 1957) (* 1957), englischer Fußballspieler
- Kevin Moore (Fußballspieler, 1958) (1958–2013), englischer Fußballspieler
- Kevin Moore (* 1967), US-amerikanischer Keyboarder und Komponist
- Kevin Moore, bekannt als Keb’ Mo’ (* 1951), US-amerikanischer Sänger, Gitarrist und Songschreiber
- Kevin Moore (Leichtathlet) (* 1990), maltesisch-australischer Sprinter
- Kieffer Moore (* 1992), walisischer Fußballspieler
- Kieron Moore (1924–2007), irischer Schauspieler
- Kip Moore (* 1980), US-amerikanischer Countrysänger
- Kirke T. Moore (1882–1938), US-amerikanischer Jurist und Politiker
- Kirsten Moore-Towers (* 1992), kanadische Eiskunstläuferin
- Kristie Moore (* 1979), kanadische Curlerin
- Kristina Moore, britische Politikerin und Journalistin
- Kyle Moore (* 1987), US-amerikanischer Basketballspieler
- Kylie Moore-Gilbert, britisch-australische Islamwissenschaftlerin

### L
- Laban T. Moore (1829–1892), US-amerikanischer Politiker
- Lance Moore (* 1983), US-amerikanischer American-Football-Spieler
- Latonia Moore (* 1979), US-amerikanische Sängerin (Sopran)
- Lattie Moore (1924–2010), US-amerikanischer Musiker
- Laura Moore (* 1963), US-amerikanische Schriftstellerin
- Leanne Moore (Produzentin) (* 1953), US-amerikanische Filmproduzentin
- Leanne Moore (Sängerin) (* 1984), irische Sängerin
- Lee Moore (Musiker) (1914–1997), US-amerikanischer Musiker und Moderator
- Lee Moore (Politiker) (1939–2000), Politiker aus St. Kitts und Nevis
- Lee Moore (Leichtathlet) (* 1988), US-amerikanischer Hürdenläufer
- Lenny Moore (* 1933), US-amerikanischer American-Football-Spieler
- LeRoi Moore (1961–2008), US-amerikanischer Saxophonist
- Lesley Moore (* 1950), englische Squashspielerin
- Lewis Moore (* 1998), schottischer Fußballspieler
- Liam Moore (* 1993), englischer Fußballspieler
- Lilian Moore (1909–2004), US-amerikanische Schriftstellerin
- Linda Moore (* 1954), kanadische Curlerin
- Lisa Moore (* 1964), kanadische Schriftstellerin
- Littleton W. Moore (1835–1911), US-amerikanischer Politiker
- Liz Moore (* 1983), US-amerikanische Schriftstellerin
- Lloyd Moore (1912–2008), US-amerikanischer NASCAR-Fahrer
- Loree Moore (* 1983), US-amerikanische Basketballspielerin
- Lorrie Moore (* 1957), US-amerikanische Schriftstellerin
- Lucy Beatrice Moore (1906–1987), neuseeländische Botanikerin
- Luke Moore (* 1986), englischer Fußballspieler

### M
- Maggie Moore (1851–1926), US-amerikanisch-australische Schauspielerin
- Malik Moore (* 1976), US-amerikanischer Basketballspieler
- Mandy Moore (* 1984), US-amerikanische Schauspielerin und Sängerin
- Manfred Moore (* 1950), US-amerikanischer American-Football-Spieler
- Marianne Moore (1887–1972), US-amerikanische Schriftstellerin
- Marie Moore (* 1967), kanadische Schwimmerin

- Mark Moore (Eishockeyspieler) (* 1977), kanadischer Eishockeyspieler
- Mark Moore (Musiker) (* 1965), britischer DJ und Musikproduzent
- Mark Moore (Ruderer) (* 1939), US-amerikanischer Ruderer
- Mark Moore (Skilangläufer) (* 1961), britischer Skilangläufer
- Marshall F. Moore (1829–1870), US-amerikanischer Politiker
- Mary Moore (1861–1931), britische Schauspielerin und Theatermanagerin
- Mary Tyler Moore (1936–2017), US-amerikanische Schauspielerin und Komödiantin
- Matthew Moore (Songwriter), US-amerikanischer Singer-Songwriter
- Matthew Moore (Regisseur), australischer Film- und Fernsehregisseur
- Matt Moore (Schauspieler) (1888–1960), US-amerikanischer Schauspieler
- Matt Moore (Politiker) (* 1982), US-amerikanischer Politiker
- Matt Moore (Footballspieler) (* 1984), US-amerikanischer Footballspieler
- Matt Moore (Baseballspieler) (* 1989), US-amerikanischer Baseballspieler
- Mavor Moore (1919–2006), kanadischer Autor, Librettist, Komponist, Musikkritiker und -pädagoge, Regisseur und Produzent
- Maya Moore (* 1989), US-amerikanische Basketballspielerin
- Meikayla Moore (* 1996), neuseeländische Fußballspielerin
- Melanie Moore (Pornodarstellerin) (* 1962), US-amerikanische Pornodarstellerin
- Melanie Moore (Tänzerin) (* 1991), US-amerikanische Tänzerin
- Melanie Deanne Moore (* 1972), US-amerikanische Schauspielerin
- Melba Moore (* 1945), US-amerikanische Sängerin
- Melissa J. Moore, US-amerikanische Biochemikerin
- Melvin Moore (1923–1989), US-amerikanischer Trompeter und Sänger
- Memphis Pal Moore (1894–1953), US-amerikanischer Boxer
- Merrill Moore (1923–2000), US-amerikanischer Musiker
- Mica Moore (* 1992), britische Bobfahrerin
- Michael Moore (Schauspieler) (1926–1998), US-amerikanischer Schauspieler
- Michael Moore (Bassist) (* 1945), US-amerikanischer Jazzbassist und Komponist
- Michael Moore (Holzbläser) (* 1954), US-amerikanischer Musiker und Komponist
- Michael Moore (* 1954), US-amerikanischer Publizist und Filmemacher
- Michael Moore (Politiker) (* 1965), britischer Politiker (Liberal Democrats)
- Michael D. Moore (1914–2013), US-amerikanischer Schauspieler und Regisseur
- Michael J. Moore, Wirtschaftswissenschaftler
- Michael Scott Moore (* 1969), US-amerikanisch-deutscher Journalist und Autor
- Mikey Moore (* 2007), englischer Fußballspieler
- Mikki Moore (* 1975), US-amerikanischer Basketballspieler
- Mike Moore (Politiker) (1949–2020), neuseeländischer Politiker
- Mike Moore (Wrestler) (* 1958), US-amerikanischer Wrestler
- Mike Moore (Baseballspieler) (* 1959), US-amerikanischer Baseballspieler
- Mike Moore (Eishockeyspieler) (* 1984), kanadischer Eishockeyspieler
- Miles Conway Moore (1845–1919), US-amerikanischer Politiker
- Milcah Martha Moore (1740–1829), britische Dichterin und Quäkerin im kolonialen Amerika und zu Beginn der Vereinigten Staaten
- Monette Moore (1902–1962), US-amerikanische Sängerin
- Monica Moore (* vor 1976), US-amerikanische Psychologin und Hochschullehrerin

### N
- Nat Moore (* 1951), US-amerikanischer American-Football-Spieler
- Nate Moore, US-amerikanischer Film- und Fernsehproduzent
- Nathaniel Moore (1884–1910), US-amerikanischer Golfer
- Nelson Augustus Moore (1824–1902), amerikanischer Maler, Fotograf und Bildhauer
- Nicholas Moore (Dichter) (1918–1986), englischer Dichter
- Nicholas Moore (* 1939), italienischer Regisseur, Drehbuchautor und Schauspieler, siehe Mario Bianchi
- Nicholas Ruxton Moore (1756–1816), US-amerikanischer Politiker
- Nick Moore (Regisseur) (* vor 1980), britischer Filmregisseur und Filmeditor
- Nick Moore (Footballspieler) (* 1986), US-amerikanischer American-Football- und Canadian-Football-Spieler
- Nigel Moore (* 1992), britischer Rennfahrer
- Norman Moore (Mediziner) (1847–1922), britischer Arzt und Medizinhistoriker
- Norman Moore (Fußballspieler) (1919–2007), englischer Fußballspieler
- Norman W. Moore (1923–2015), britischer Entomologe und Naturschützer

### O
- Ondre Moore (* 1976), US-amerikanischer Rapper, siehe Swifty McVay
- Orren C. Moore (1839–1893), US-amerikanischer Politiker
- Oscar Moore (1916–1981), US-amerikanischer Jazzgitarrist
- Oscar F. Moore (1817–1885), US-amerikanischer Politiker
- Oscar W. Moore (* 1938), US-amerikanischer Leichtathlet und Olympiateilnehmer
- Owen Moore (1886–1939), US-amerikanischer Schauspieler

### P
- Pamela Moore (Schriftstellerin) (1937–1964), US-amerikanische Schriftstellerin
- Pamela Moore (Musikerin), US-amerikanische Musikerin
- Patrick Moore (Astronom) (1923–2012), britischer Astronom, Autor und Fernsehmoderator
- Patrick Moore (PR-Berater) (* 1947), kanadischer Umweltaktivist und PR-Berater
- Patrick Moore (Golfspieler) (* 1970), US-amerikanischer Golfspieler
- Patrick S. Moore (* 1956), US-amerikanischer Epidemiologe und Virologe
- Patrick Moore (Kunsthistoriker) (* 1963), US-amerikanischer Kunsthistoriker
- Patrick T. Moore (1821–1883), US-amerikanischer General
- Patrick Timothy Moore (* 1953), US-amerikanischer Wasserspringer
- Paul Moore (Bischof) (1919–2003), US-amerikanischer Geistlicher, Bischof in New York
- Paul J. Moore (Paul John Moore; 1868–1938), US-amerikanischer Politiker
- Pauline Moore (1914–2001), US-amerikanische Schauspielerin
- Pee Wee Moore (1928–2009), US-amerikanischer Jazz-Saxofonist
- Perry Moore (1971–2011), US-amerikanischer Filmproduzent
- Peter Moore (Chemiker) (* 1939), US-amerikanischer Chemiker
- Peter Moore (Badminton) (* um 1945), nordirischer Badmintonspieler
- Peter Moore (Serienmörder) (* 1946), britischer Serienmörder
- Peter Moore (Manager) (* 1955), britischer Manager
- Peter Moore (Autor) (* 1962), australischer Reiseschriftsteller
- Peter Moore (Historiker) (* 1983), britischer Historiker und Autor
- Peter Moore (Radsportler) (* 2001), US-amerikanischer Radsportler
- Phil Moore (1918–1987), US-amerikanischer Pianist, Arrangeur und Bandleader
- Philip Moore, Baron Moore of Wolvercote (1921–2009), britischer Beamter

### R
- R. Walton Moore (Robert Walton Moore; 1859–1941), US-amerikanischer Politiker
- Rachel Anne Moore (* 1985), US-amerikanische Opernsängerin (Sopran) und Musicaldarstellerin
- Ralph Moore (* 1956), US-amerikanischer Saxophonist
- Ramesses Moore-McGuinness (* 2000), US-amerikanischer Fußballspieler
- Ramon E. Moore (1929–2015), US-amerikanischer Mathematiker
- Rasheed Moore (* 1995), US-amerikanischer Basketballspieler
- Raymond Moore (Tennisspieler) (* 1946), südafrikanischer Tennisspieler
- Ray Moore (Künstler) (* 1971), US-amerikanischer bildender Künstler und Rapper
- Raylyn Moore (1928–2005), US-amerikanische Schriftstellerin
- Raymond Moore (Fotograf) (1920–1987), britischer Fotograf
- Raymond Moore (Tennisspieler) (* 1946), südafrikanischer Tennisspieler
- Raymond Cecil Moore (1892–1974), US-amerikanischer Geologe, Paläontologe und Stratigraph
- Raymond John Moore (1918–1988), kanadischer Botaniker
- Raymond V. Moore (1915–2003), US-amerikanischer Ju-Jutsuka
- Reon Moore (* 1996), Fußballspieler aus Trinidad und Tobago
- Rich Moore (* 1963), US-amerikanischer Regisseur
- Richard Moore (Richter) († 1858), irischer Richter
- Richard Moore (Politiker) (1810–1878), britischer Politiker
- Richard Moore (Segler) (1910–2005), US-amerikanischer Segler
- Richard Moore (Hornist) (1914–1988), US-amerikanischer Hornist
- Richard Moore (Elektrotechniker) (1923–2012), US-amerikanischer Elektrotechniker
- Richard Moore (Kameramann) (1925–2009), US-amerikanischer Kameramann und Regisseur
- Richard Moore (Schauspieler) (* 1934), britischer Schauspieler
- Richard Moore (Diplomat) (* 1963), britischer Diplomat
- Richard Moore (Snookerspieler), englischer Snookerspieler
- Richard O. Moore (1920–2015), US-amerikanischer Lyriker und Filmemacher
- Ricky Moore (* 1976), US-amerikanischer Basketballspieler
- Riley Moore (* 1980), US-amerikanischer Politiker
- Rina Moore (1923–1975), neuseeländische Ärztin
- Robert Moore (Politiker) (1778–1831), US-amerikanischer Politiker (Pennsylvania)
- Robert Moore (Regisseur) (1927–1984), US-amerikanischer Theater- und Filmregisseur
- Robert E. Moore (1849–1921), US-amerikanischer Politiker
- Robert Frederick Chelsea Moore, eigentlicher Name von Bobby Moore (1941–1993), englischer Fußballspieler
- Robert Ian Moore (1941–2025), britischer Historiker und Mediävist
- Robert L. Moore (* 1942), US-amerikanischer Psychoanalytiker
- Robert Lee Moore (Politiker) (1867–1940), US-amerikanischer Politiker
- Robert Lee Moore (Mathematiker) (1882–1974), US-amerikanischer Mathematiker
- Robert Thomas Moore (1882–1958), US-amerikanischer Ornithologe
- Robert Walton Moore (1859–1941), US-amerikanischer Politiker, siehe R. Walton Moore
- Robin Moore (1925–2008), US-amerikanischer Schriftsteller
- Robyn Moore (* 1971), australische Schauspielerin
- Roger Moore (1927–2017), britischer Schauspieler
- Roger Moore (Sänger) (* 1981), deutscher Sänger
- Ronald D. Moore (* 1964), US-amerikanischer Filmproduzent
- Rondale Moore (* 2000), US-amerikanischer American-Football-Spieler
- Ronnie Moore (Bahnsportler) (1933–2018), neuseeländisch-britischer Speedwayfahrer
- Ronnie Moore (Fußballspieler) (* 1953), englischer Fußballspieler und -trainer
- Rosie Mae Moore, US-amerikanische Bluessängerin
- Roy Moore (Radsportler) (1932–1996), australischer Radrennfahrer
- Roy Moore (* 1947), US-amerikanischer Jurist und Richter
- Royall T. Moore (1930–2014), US-amerikanischer Pilzkundler
- Rudy Ray Moore (1927–2008), US-amerikanischer Schauspieler und Komiker
- Russell Moore (Big Chief Russell Moore; 1912–1983), US-amerikanischer Jazzmusiker
- Ruth Ella Moore (1903–1994), US-amerikanische Bakteriologin und Hochschullehrerin
- Ryan Moore (Musiker), kanadischer Musiker, Komponist und Produzent
- Ryan Moore (Leichtathlet) (* 1974), australischer Leichtathlet
- Ryan Moore (Fußballspieler, 1976) (* 1976), US-amerikanischer Fußballspieler
- Ryan Moore (Tennisspieler) (* 1979), US-amerikanischer Tennisspieler
- Ryan Moore (Golfspieler) (* 1982), US-amerikanischer Golfspieler
- Ryan Moore (Jockey) (Ryan Lee Moore; * 1983), britischer Jockey
- Ryan Moore (Fußballspieler, 1986) (* 1986), US-amerikanischer Fußballspieler
- Ryan Moore (Schauspieler), Schauspieler
- Ryan Moore (Eishockeyspieler) (* 1997), US-amerikanischer Eishockeyspieler
- Ryan Moore (Fußballspieler, 2001) (* 2001), englischer Fußballspieler

### S
- Sally Moore (* 1940), US-amerikanische Tennisspielerin
- Sam Moore (1935–2025), als Sänger Teil des US-amerikanischen Soul-Duos Sam & Dave
- Samuel Moore (Politiker, 1774) (1774–1861), US-amerikanischer Politiker (Pennsylvania)
- Samuel Moore (Politiker, 1803) (1803–1849), australischer Politiker
- Samuel Moore (Richter) (1838–1911), britischer Richter, Übersetzer von Das Kapital ins Englische
- Samuel B. Moore (1789–1846), US-amerikanischer Politiker
- Samuel M. Moore (1796–1875), US-amerikanischer Politiker
- Sara Jane Moore (* 1930), US-amerikanische Attentäterin
- Sarah Moore (* 1993), britische Autorennfahrerin
- Scott Moore, US-amerikanischer Drehbuchautor und Filmregisseur
- Scotty Moore (1931–2016), US-amerikanischer Musiker
- Seán Moore (Politiker) (1913–1986), irischer Politiker
- Sean Moore (* 1968), britischer Komponist und Schlagzeuger der Manic Street Preachers
- Shameik Moore (* 1995), US-amerikanischer Schauspieler
- Shannon Moore (* 1979), US-amerikanischer Wrestler
- Shaquell Moore (* 1996), US-amerikanischer Fußballspieler
- Sheila Moore (* 1938), kanadische Schauspielerin
- Shelley Moore (1932–2016), britisch-US-amerikanische Jazzsängerin
- Shemar Moore (* 1970), US-amerikanischer Schauspieler
- Sherwin Moore (* 1976), guyanischer Fußballschiedsrichter
- Simon Moore (* 1958), britischer Drehbuchautor
- Sonny Moore, bekannt als Skrillex (* 1988), US-amerikanischer Sänger, DJ und Musikproduzent
- Sparkle Moore (* 1939), US-amerikanische Musikerin
- Spencer Le Marchant Moore (1850–1931), britischer Botaniker und Pflanzensammler
- Stanford Moore (1913–1982), US-amerikanischer Biochemiker
- Stanton Moore (* 1972), US-amerikanischer Funk- und Jazz-Schlagzeuger
- Stefan Moore (Dokumentarfilmer) (* 1944), US-amerikanischer Dokumentarfilmer
- Stefan Moore (Fußballspieler) (* 1983), englischer Fußballspieler
- Stephen Moore, 1. Viscount Mount Cashell (1696–1766), irischer Politiker
- Stephen Moore, 1. Earl Mount Cashell (1730–1790), irischer Politiker
- Stephen Moore, 2. Earl Mount Cashell (1770–1822), irisch-britischer Politiker
- Stephen Moore, 3. Earl Mount Cashell (1792–1883), irisch-britischer Politiker
- Stephen Moore, 4. Earl Mount Cashell (1825–1889), irischer Adliger
- Stephen Moore (Politiker) (1836–1897), britischer Politiker
- Stephen Moore (Schauspieler) (1937–2019), britischer Schauspieler
- Stephen Moore (Wirtschaftswissenschaftler) (* 1960), amerikanischer Wirtschaftswissenschaftler
- Stephen Moore (Judoka), US-amerikanischer Judoka
- Stephen Moore (Leichtathlet) (* 1975), amerikanischer Zehnkämpfer
- Stephen Moore (Cricketspieler) (* 1980), englischer Cricketspieler
- Stephen Moore (Rugbyspieler) (* 1983), australischer Rugbyspieler
- Stephen Campbell Moore (* 1979), britischer Schauspieler
- Sterling Moore (* 1990), US-amerikanischer American-Football-Spieler
- Steve Moore (Animator) (* 1962), US-amerikanischer Animator
- Steve Moore (Cartoonist) (* 1965), US-amerikanischer Cartoonist, Drehbuchautor und Produzent von Trickfilmen
- Steve Moore (Comicautor) (* 1949), britischer Comicautor
- Steve Moore (Eishockeyspieler) (* 1978), kanadischer Eishockeyspieler
- Steve Moore (Musiker) (The Mad Drummer), US-amerikanischer Perkussionist
- Steve Moore, ein Ringname von Allen Sarven (* 1963), US-amerikanischer Wrestler
- Steven Dean Moore (* 1965), amerikanischer Trickfilmregisseur
- Susanna Moore (* 1945), US-amerikanische Schriftstellerin
- Sydenham Moore (1817–1862), US-amerikanischer Offizier, Jurist und Politiker

### T
- T. Sturge Moore (Thomas Sturge Moore; 1870–1944), britischer Schriftsteller
- Tara Moore (* 1992), britische Tennisspielerin
- Tarvarius Moore (* 1996), US-amerikanischer American-Football-Spieler
- Taylor Moore (* 1997), englischer Fußballspieler
- Ted Moore (1914–1987), südafrikanischer Kameramann
- Terris Moore (1908–1993), US-amerikanischer Bergsteiger und Sohn von Robert Thomas Moore
- Terry Moore (Schauspielerin) (* 1929), US-amerikanische Schauspielerin
- Terry Moore (Comiczeichner) (* 1954), US-amerikanischer Comiczeichner
- Terry Moore (Fußballspieler) (* 1958), kanadischer Fußballspieler
- Thomas Moore (Politiker) (1759–1822), US-amerikanischer Politiker
- Thomas Moore (1779–1852), irischer Dichter, Schriftsteller, Übersetzer und Balladen-Sänger
- Thomas Edward Laws Moore (1816–1872), britischer Konteradmiral und Gouverneur
- Thomas Moore (Botaniker) (1821–1887), englischer Botaniker
- Thomas Moore, Pseudonym von Enio Girolami (1935–2013), italienischer Schauspieler
- Thomas L. Moore (1789–1862), US-amerikanischer Politiker
- Thomas Overton Moore (1804–1876), US-amerikanischer Politiker
- Thomas Patrick Moore (1797–1853), US-amerikanischer Politiker
- Thurston Moore (* 1958), US-amerikanischer Musiker
- Tim Moore (Autor) (* 1964), britischer Autor
- Tim Moore (Politiker) (* 1970), US-amerikanischer Politiker
- Tim Moore (Sänger) (* 1949), amerikanischer Pop-Sänger und Songschreiber
- Timothy Joseph Moore (* 1959), US-amerikanischer Altphilologe
- Tina Moore (* 1970), amerikanische Contemporary-R&B-Sängerin
- Toby Leonard Moore (* 1981), australischer Schauspieler
- Tom Moore (Schauspieler) (1883–1955), US-amerikanischer Schauspieler
- Tom Moore (Fußballspieler, 1904) (1904–1953), englischer Fußballspieler
- Tom Moore (Soldat) (1920–2021), britischer Offizier und Spendensammler
- Tom Moore (Fußballspieler, 1936) (1936–2020), englischer Fußballspieler
- Tom Moore (Regisseur) (* 1943), US-amerikanischer Regisseur
- Tom Moore (Comiczeichner) († 2015), US-amerikanischer Comiczeichner

- Tomm Moore (* 1977), irischer Animator und Filmregisseur
- Tommy Moore (1931–1981), britischer Schlagzeuger
- Tony Moore (* 1978), US-amerikanischer Comiczeichner
- Trevor Moore (Schauspieler) (Trevor Walton Moore; 1980–2021), US-amerikanischer Schauspieler, Regisseur, Drehbuchautor und Comiczeichner
- Trevor Moore (Eishockeyspieler) (* 1995), US-amerikanischer Eishockeyspieler
- Trey Moore (* 1975), US-amerikanischer Basketballspieler
- Twinnie-Lee Moore (* 1987), britische Schauspielerin und Sängerin
- Tyler Moore (Baseballspieler) (* 1987), US-amerikanischer Baseballspieler
- Tyler Moore (Footballspieler) (* 1993), US-amerikanischer American-Football-Spieler
- Tyler Jacob Moore (* 1982), US-amerikanischer Schauspieler

### V
- Victor Moore (1876–1962), US-amerikanischer Schauspieler, Komiker, Regisseur und Autor
- Vinnie Moore (* 1964), US-amerikanischer Rockmusiker

### W
- Walter Moore (Konstrukteur) (1884–1972), britischer Konstrukteur
- Walter Moore (Pianist) (* 1940), US-amerikanischer Pianist und Hochschullehrer
- Walter Moore (Fußballspieler) (* 1984), guyanischer Fußballspieler
- Walter Edward Cladek Moore (1927–1996), US-amerikanischer Mikrobiologe
- Walter J. Moore (1918–2001), US-amerikanischer Chemiker, Sachbuchautor und Biograf
- Ward Moore (1903–1978), US-amerikanischer Schriftsteller
- Wayne Moore (1931–2015), US-amerikanischer Schwimmer
- Wes Moore (* 1978), US-amerikanischer Investmentbanker, Autor, Fernsehproduzent und Politiker der Demokratischen Partei
- Whitney Moore (* 1989), US-amerikanische Schauspielerin, Moderatorin und Filmschaffende
- Wilbert Ellis Moore (1914–1987), US-amerikanischer Soziologe
- Wild Bill Moore (1918–1983), US-amerikanischer Saxophonist
- Will Grayburn Moore (1905–1978), britischer Romanist und Literaturwissenschaftler
- Will H. Moore (1962–2017), US-amerikanischer Politikwissenschaftler
- William Moore (Politiker, um 1735) (um 1735–1793), US-amerikanischer Politiker (Pennsylvania)
- William Moore (Politiker, 1810) (1810–1878), US-amerikanischer Politiker (New Jersey)
- William Moore (Leichtathlet) (1890–1960), britischer Leichtathlet
- William Moore (Mathematiker) (vor 1806), britischer Mathematiker und Vordenker der Rakete
- William Moore (Musiker) (1893–1951), US-amerikanischer Bluesmusiker
- William Moore (Fußballspieler) (1895–1932), nordirischer Fußballspieler
- William Moore (Radsportler) (* 1947), britischer Radsportler
- William G. Moore Jr. (1920–2012), General der US Air Force
- William L. Moore (1927–1963), US-amerikanischer Bürgerrechtler
- William Robert Moore (1830–1909), US-amerikanischer Politiker
- William S. Moore (1822–1877), US-amerikanischer Politiker

### Z
- Zoe Moore (* 1993), deutsche Schauspielerin